# Al Arbour
Alger Joseph Arbour (Sudbury, 1º novembre 1932 – Sarasota, 28 agosto 2015) è stato un allenatore di hockey su ghiaccio e hockeista su ghiaccio canadese.
Nel corso della carriera militò e allenò nella National Hockey League, nella cui storia è il terzo allenatore più vincente di sempre (secondo, al momento del ritiro, alle spalle di Scotty Bowman e superato nel corso della stagione 2015-16 da Joel Quenneville). Fu legato principalmente alla franchigia dei New York Islanders che guidò per diciannove stagioni vincendo quattro Stanley Cup consecutive fra il 1980 e il 1983, oltre alle quattro già vinte da giocatore. Nel 1996 entrò a far parte della Hockey Hall of Fame.

## Carriera

### Giocatore
Arbour giocò a livello giovanile per quattro stagioni con i Windsor Spitfires nella Ontario Hockey Association, tuttavia durante quel periodo ebbe già modo di giocare in alcune leghe minori professionistiche come la International Hockey League e la Eastern Hockey League.
Nel 1953 entrò nell'organizzazione dei Detroit Red Wings ed ebbe modo di esordire in NHL già nel corso della stagione 1953-54, annata conclusa con la conquista della Stanley Cup contro i Montreal Canadiens. Arbour non trovò subito un posto da titolare e infatti nelle stagioni successive si alternò fra la NHL e le leghe minori come la QHL e la WHL vincendo una Lester Patrick Cup con gli Edmonton Flyers.
Arbour riuscì a trovare un posto stabile in prima squadra nel 1958 dopo il trasferimento ai Chicago Blackhawks, squadra con cui vinse un'altra Stanley nella stagione 1960-1961. Nella stagione successiva giocò invece per i Toronto Maple Leafs ma riuscì a vincere ancora una volta il titolo ripetendosi anche nel 1964. Valido difensore era noto per bloccare spesso i tiri avversari frapponendosi con il corpo, ma soprattutto per il fatto di indossare gli occhiali durante le partite, uno dei pochissimi nonché l'ultimo a farlo nella storia della NHL.   Durante la permanenza ai Maple Leafs Arbour giocò la maggior parte del tempo in AHL con il farm team dei Rochester Americans conquistando due Calder Cup consecutive e un Eddie Shore Award, premio per il miglior difensore della lega.
Nel 1967 Arbour rimase senza contratto per la stagione successiva e durante l'NHL Expansion Draft venne selezionato dai St. Louis Blues, una delle sei nuove franchigie iscritte alla NHL. Data la sua esperienza Arbour venne scelto come primo capitano nella storia della squadra e nelle prime tre stagioni di vita la squadra arrivò a giocare altrettante finali di Stanley Cup, perdendole però tutte quante. Si ritirò dall'attività al termine della stagione 1970-71 proprio mentre stava per iniziare la sua avventura da allenatore.

### Allenatore
A cavallo fra il 1970 e il 1971 i Blues videro diversi cambi di allenatore e anche Arbour conclusa la carriera da giocatore accettò di allenare la squadra in due distinti periodi anche grazie alla guida di Scotty Bowman. Nel 1973 venne convinto dal general manager dei New York Islanders Bill Torrey a prendere il comando della squadra dopo una pessima stagione inaugurale conclusa con sole dodici vittorie; dopo un rifiuto iniziale Arbour accettò l'offerta e si trasferì a Long Island.
Dopo una prima stagione difficile iniziò a prendere forma il progetto di Arbour grazie ai giocatori selezionati da Torrey come Denis Potvin in difesa, Bryan Trottier, Mike Bossy e Clark Gillies in attacco e Billy Smith in porta. A partire dalla stagione 1974-1975 gli Islanders iniziarono una lunga serie di qualificazioni consecutive ai playoff con quattro semifinali della Clarence Campbell Conference raggiunte in cinque stagioni. Nella stagione 1978-1979 Arbour riuscì a vincere il Jack Adams Award, premio per il miglior allenatore della NHL.
Nella stagione 1979-80 gli Islanders fcere più fatica degli anni precedenti, ma grazie anche all'arrivo di Butch Goring nel mese di marzo la squadra concluse la stagione regolare con 12 gare senza sconfitte avanzando per tutti i playoff fino alla finale contro i Philadelphia Flyers. Gli Islanders sconfissero i Flyers per 4-2 e furono la seconda squadra nata dopo l'era delle Original Six capace di vincere il titolo. Il dominio degli Islanders proseguì nelle stagioni successive, con i titoli del 1981 contro i Minnesota North Stars, del 1982 contro i Vancouver Canucks e nel 1983 contro gli Edmonton Oilers. Nella finale del 1984 dovettero pero piegarsi agli Oilers concludendo una striscia record fatta da 19 serie consecutive di playoff vinte.
Nel 1986 Arbour lasciò la guida della squadra a Terry Simpson, ma dopo poco più di due anni fece il suo ritorno proprio agli Islanders dopo il licenzialmento di Simpson. La squadra, non più competitiva come quella capace di vincere i 4 titoli, riuscì a raggiungere le semifinali dei playoff nella stagione 1992-1993 eliminando i due volte campioni in carica dei Pittsburgh Penguins. Dopo un'altra stagione Arbour lasciò definitivamente gli Islanders come secondo allenatore più vincente della storia NHL dietro solo a Bowman.
Nel 1992 ricevette il Lester Patrick Trophy per il suo contributo all'hockey su ghiaccio statunitense, mentre quattro anni più tardi entrò a far parte della Hockey Hall of Fame. Il 3 novembre 2007 Arbour fu invitato dall'allenatore degli Islanders Ted Nolan ad allenare la sua gara numero 1500 con la squadra. All'età di 75 anni fu anche il più anziano capo allenatore nella storia della NHL. Gli Islanders sconfissero i Pittsburgh Penguins per 3-2, dando ad Arbour la sua 740ª vittoria. Fu abbassato il vecchio stendardo in onore delle 739 vittorie e ne fu issato uno nuovo per celebrare le 1500 gare allenate per gli Islanders; fu il primo nonché unico capace di arrivare a tale cifra con una sola franchigia. Arbour morì nell'agosto del 2015 a 82 anni ricevendo il tributo postumo da parte della NHL e degli Islanders con uno stemma speciale sulla loro maglia.

## Palmarès

### Giocatore

#### Club
- Stanley Cup: 4

Detroit: 1953-1954
Chicago: 1960-1961
Toronto: 1961-1962, 1963-1964
- Calder Cup: 2

Rochester: 1964-1965, 1965-1966
- Lester Patrick Cup: 1

Edmonton: 1952-1953

#### Individuale
- NHL All-Star Game: 1

1969
- Eddie Shore Award: 1

1964-1965
- AHL First All-Star Team: 4

1962-1963, 1963-1964, 1964-1965, 1965-1966

### Allenatore

#### Club
- Stanley Cup: 4

NY Islanders: 1979-1980, 1980-1981, 1981-1982, 1982-1983

#### Individuale
- Hockey Hall of Fame: 1

1996
- Lester Patrick Trophy: 1

1992
- Jack Adams Award: 1

1978-1979